# Luigi Palmieri
Luigi Palmieri, de vegades traduïa el seu nom a Louis als seus articles en francès, (Faicchio, 22 d'abril de 1807 – Nàpols, 9 de setembre de 1896), va ser un físic i polític italià que tingué un paper preponderant en el desenvolupament de la sismologia. Va ser senador del regne d'Itàlia durant la XIII legislatura.

## Biografia
Luigi Palmieri va estudiar al seminari de Caiazzo, abans de dedicar-se a les ciències físiques i matemàtiques a la Universitat de Nàpols. Es diplomà en física el 1825 i el 1845 treballà com a professor de física a l'Escola Naval del Regne a Nàpols.
Es feu famós per l'invent i el desenvolupament de nombrosos aparells de mesura dels fenòmens sísmics i atmosfèrics. Se'l coneix sobretot com a inventor del sismògraf electromagnètic. Arran dels seus estudis, els coneixements sobre els fenòmens sísmics feren un gran salt alhora qualitatiu i quantitatiu. Es va casar Angela Gigli amb qui tingué cinc fills.
El 1882, Palmieri va ser notícia una altra vegada quan va revelar la presència d'heli, element que fins ara només es coneixia en el Sol, en la Terra. Havia fet aquell descobriment casualment mentre estava analitzant la lava del Vesuvi.